# منهج سلفي
المنهج كلمة عربية تعني المنهج أو الطريق أو المذهب. وفي الإسلام، يُطلق على الطريقة المنظمة في تأييد العقيدة والعمل بها اسم المنهج. وهو جزء مهم من السلفية. تتكون السلفية من مجالين رئيسيين هما العقيدة والمنهج. العقيدة تشير إلى معتقدات السلفيين، بينما يشير المنهج إلى كيفية ممارسة هذه المعتقدات. محمد ناصر الدين الألباني، عندما سئل عن أهمية والفرق بين هذين العنصرين، أجاب بأن "العقيدة أخص من المنهج". وأكد كذلك أن العقيدة والمنهج لا ينفصلان ليصبح المرء سلفيًا، ولا يمكن أن يصبح المرء سلفيًا في العقيدة بتطبيق المنهج على "السلفية الإخوانية". وفي حالة المنهج، فإن العنصر العقائدي للسلفية الحديثة هو الذي يشهد على الاختلافات والتنوع. ويرى البعض أن المنهج السلفي يمكن رؤيته أيضًا في أشكال مختلفة. فمثلا يقول صالح الفوزان أن المنهج يعني "طريقة تطبيق عقائد الإسلام وأحكامه" وأنه يأتي على ثلاثة أشكال مختلفة، وهي طريقة التعامل مع المصادر الدينية (القرآن والسنة وأقوال العلماء المعروفة)، وطريقة العبادة أو طريقة العبادة، وطريقة التعامل مع المجتمع أو الأمة.

## المبادئ
ويوضح ذلك العالم السلفي وأستاذ جامعة أم القرى محمد بن عمر سليم بازمول في كتابه المنهج السلفي: ومناقشتها على النحو التالي:
1. المقصد الأول: تعريف المنهج السلفي، وأصوله، وقواعد الالتزام به، وذكر فضائله، وأصول السلفية.
  1. المبدأ الأول: إقامة عبادة الله بالالتزام بالكتاب والسنة على منهج السلف الصالح.
  2. المبدأ الثاني: التمسك بالجماعة والسمع والطاعة.
  3. المبدأ الثالث: الحذر الشديد من البدع والمبتدعين.
    1. ابتعاد السلفيين عن مجالس أهل البدع
    2. أحكام اتباع المنهج السلفي
    3. فوائد اتباع المنهج السلفي
2. المقصد الثاني: مميزات المنهج السلفي
  1. السمة الأولى: أن ولايتهم وبراءتهم كانت تدور على اتباع نهج الرسول صلى الله عليه وسلم.
  2. السمة الثانية: أن خصالهم اتباع السنة
  3. السمة الثالثة: أنهم معتدلون معتدلون في جميع أمورهم
  4. السمة الرابعة: أنهم أهل وحدة وعهد وثبات على الحق
  5. السمة الخامسة: أنهم يعملون لإقامة الدين بطلب العلم الشرعي الصحيح وتطبيقه
3. الهدف الثالث: سبل الإصلاح على سنة ومثل أهل الجماعة
  1. المعيار الأول: أن بداية هذا الإصلاح وأساسه عبادة الله وتوحيده.
  2. المعيار الثاني: الإصلاح يبدأ بالفرد ولا يبدأ بالجماعة أو القائد أو غيره، بل ينبغي لكل فرد أن يبدأ بنفسه ثم من هو أقرب إليه ثم من هو أقرب إليه.
  3. المعيار الثالث: أهمية العلم تسبق القول والعمل
  4. الشرط الرابع: أن يكون علمه موافقاً لعلم السلف الصالح.
  5. الشرط الخامس: أن يتسلح في الدعوة بالصفات الواردة في القرآن والسنة وآثار السلف.

## الروابط الخارجية
- أصول المنهج السلفي - ناصر الدين الألباني، منشورات ترود (ترجمة إنجليزية)